# Daniela Corban
Daniela Corban (n. 5 februarie 1996, în Galați) este o handbalistă din România care joacă pentru echipa CSM Galați.

## Biografie
Corban, care evoluează pe postul de centru, a început să joace handbal la Clubul Sportiv Școlar Galați, fiind apoi selectată la Centrul Național de Excelență din Râmnicu Vâlcea. În 2011, ea a fost inclusă în lotul echipei naționale a României pentru categoria de vârstă U17. În 2014, handbalista a fost componentă a echipei de junioare a României care a câștigat medalia de aur la Campionatul Mondial din Macedonia. În 2016, Corban a făcut parte din echipa de tineret a României care a câștigat medalia de bronz la Campionatul Mondial din Rusia.
Daniela Corban a jucat anterior pentru echipele CSM Slatina, Corona Brașov, HCM Slobozia, HC Dunărea Brăila, CSM Roman. și HC Zalău. În sezonul 2019-2020, a fost împrumutată la CSM Slatina.

## Palmares
- Campionatul Mondial pentru Junioare:
  -  Medalie de aur: 2014

- Campionatul Mondial pentru Tineret:
  -  Medalie de bronz: 2016

- Cupa EHF:
  - Turul 2: 2017

## Viața particulară
Daniela are o soră geamănă, Andreea Corban, care este și ea handbalistă.